# Ильинка (Венгеровский район)
Ильи́нка — деревня в Венгеровском районе Новосибирской области России. Входит в состав Тартасского сельсовета.

## География
Площадь деревни — 25 гектаров.

## Население
| 2002 | 2007 | 2010 |
| ---- | ---- | ---- |
| 254  | ↘240 | ↘212 |

## Инфраструктура
В деревне по данным на 2007 год функционируют 1 учреждение здравоохранения, 1 образовательное учреждение.